# 峰吉川駅
峰吉川駅（みねよしかわえき）は、秋田県大仙市協和峰吉川字半仙（はんせん）にある、東日本旅客鉄道（JR東日本）奥羽本線の駅である。

## 歴史
- 1924年（大正13年）12月20日：仙北郡峰吉川村に国鉄の峰吉信号場として開業[2]。
- 1930年（昭和5年）6月21日：峰吉川駅として旅客駅化[2]。
- 1962年（昭和37年）10月1日：貨物の取り扱いを廃止[2]。
- 1976年（昭和51年）4月1日：荷物の扱いを廃止し[3]、無人化[4]（簡易委託化）。
- 1987年（昭和62年）4月1日：国鉄分割民営化により、JR東日本の駅となる[2]。
- 2024年（令和6年）10月1日：えきねっとQチケのサービスを開始[1][5]。

## 駅構造
相対式ホーム2面2線を持つ地上駅であるが、駅舎向かい側のホームのみ使用する。駅舎側のホームは秋田新幹線の通過線のため閉鎖されており、一番奥の線路は撤去されている。神宮寺駅 - 当駅の手前（福島方）まで三線軌条区間となっているため、閉塞上の境界となっており、場内・出発信号機を備える。駅構内全体が大きな急カーブになっており、道床に大きなカントがついている。停車中の普通列車内ではその傾きの大きさが分かる。
大仙市が受託する簡易委託駅（大曲駅管理）である。木造駅舎を有する。

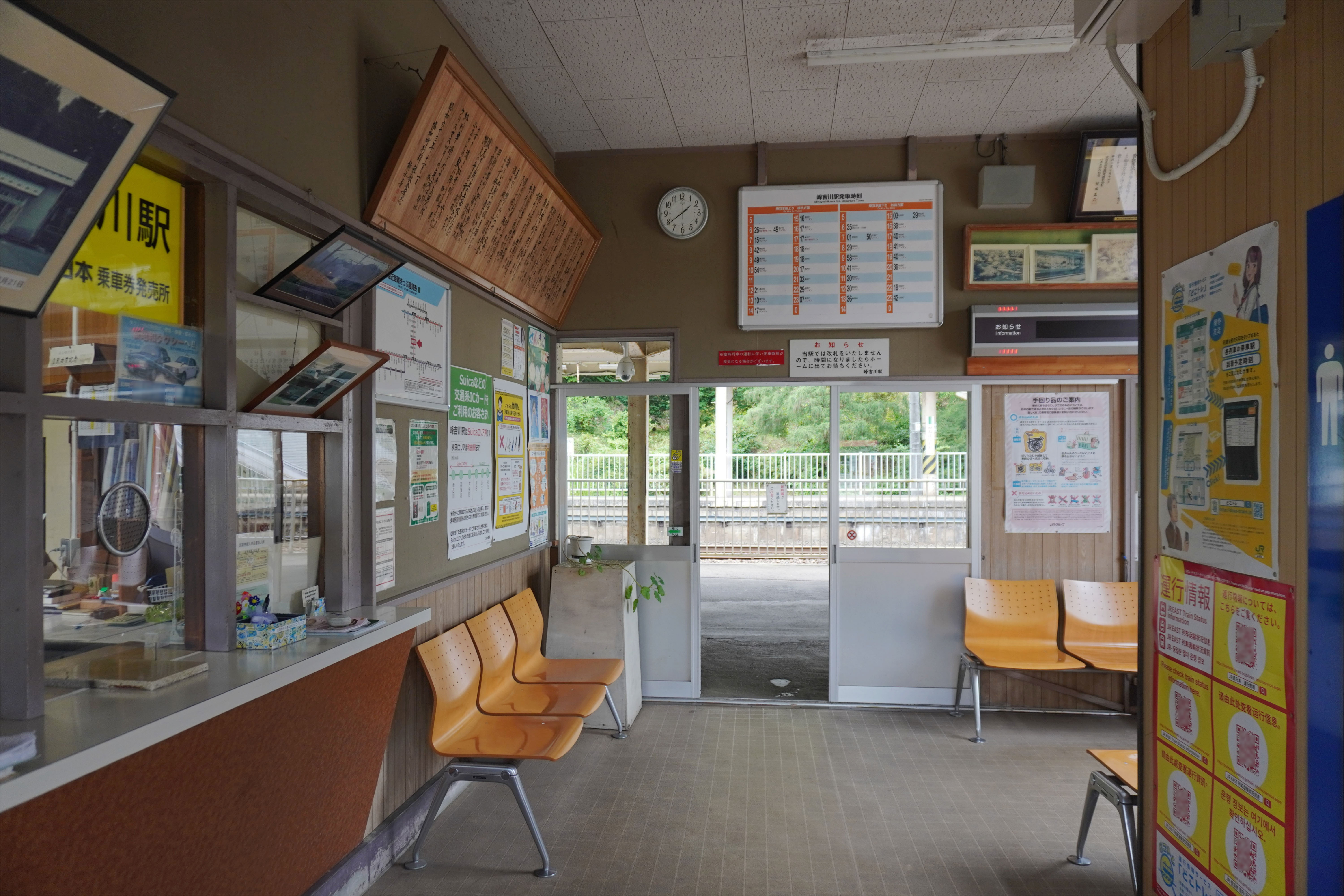
駅舎内（2024年6月）
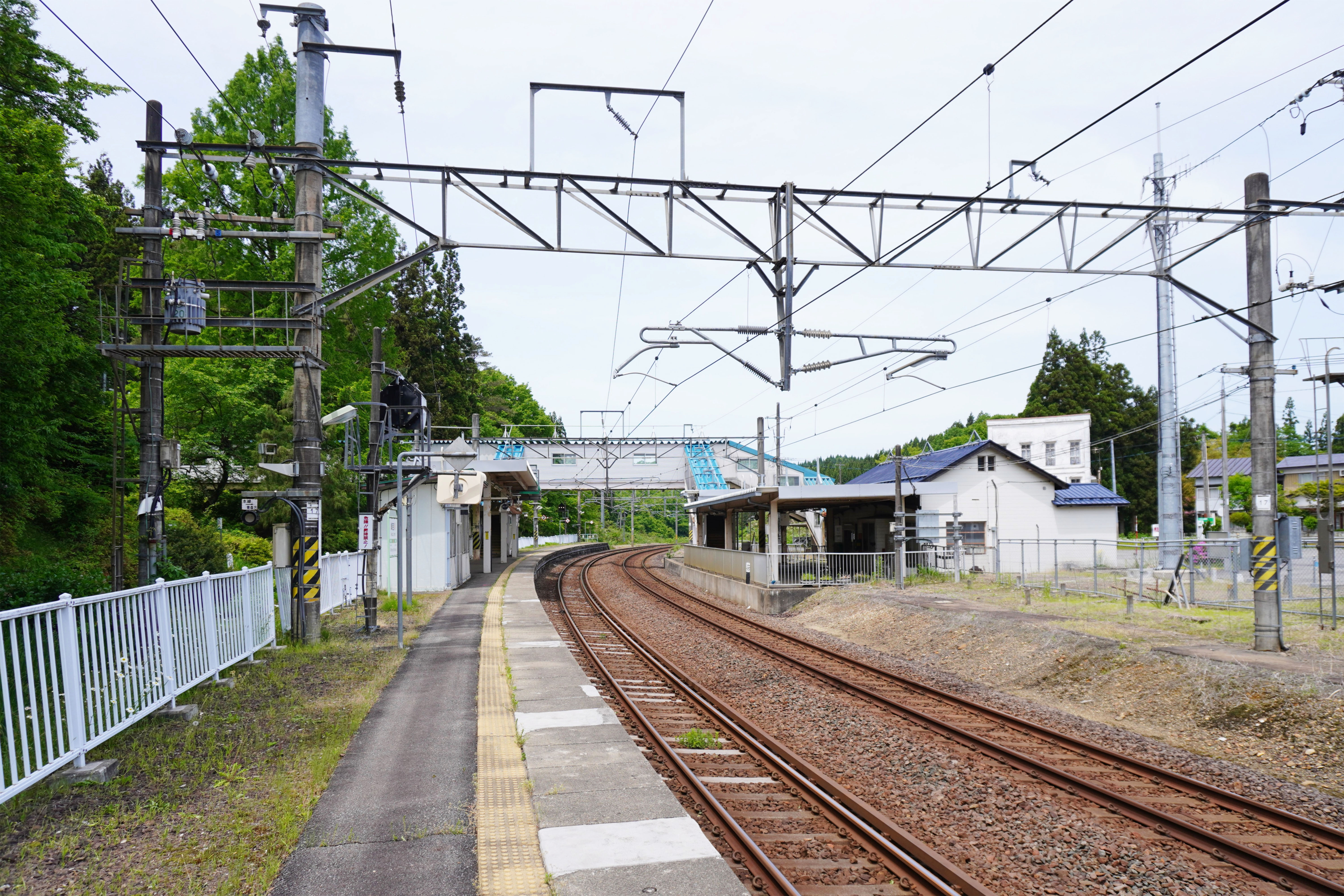
ホーム（2024年5月）

## 利用状況
JR東日本によると、2023年度（令和5年度）の1日平均乗車人員は52人である。
2000年度（平成12年度）以降の推移は以下のとおりである。
| 1日平均乗車人員推移 | 1日平均乗車人員推移 | 1日平均乗車人員推移 | 1日平均乗車人員推移 | 1日平均乗車人員推移 |
| 年度                | 定期外              | 定期                | 合計                | 出典                |
| ------------------- | ------------------- | ------------------- | ------------------- | ------------------- |
| 2000年（平成12年）  |                     |                     | 147                 | [ 利用客数 2 ]      |
| 2001年（平成13年）  |                     |                     | 144                 | [ 利用客数 3 ]      |
| 2002年（平成14年）  |                     |                     | 149                 | [ 利用客数 4 ]      |
| 2003年（平成15年）  |                     |                     | 146                 | [ 利用客数 5 ]      |
| 2004年（平成16年）  |                     |                     | 137                 | [ 利用客数 6 ]      |
| 2005年（平成17年）  |                     |                     | 126                 | [ 利用客数 7 ]      |
| 2006年（平成18年）  |                     |                     | 112                 | [ 利用客数 8 ]      |
| 2007年（平成19年）  |                     |                     | 104                 | [ 利用客数 9 ]      |
| 2008年（平成20年）  |                     |                     | 94                  | [ 利用客数 10 ]     |
| 2009年（平成21年）  |                     |                     | 82                  | [ 利用客数 11 ]     |
| 2010年（平成22年）  |                     |                     | 73                  | [ 利用客数 12 ]     |
| 2011年（平成23年）  |                     |                     | 72                  | [ 利用客数 13 ]     |
| 2012年（平成24年）  | 11                  | 53                  | 64                  | [ 利用客数 14 ]     |
| 2013年（平成25年）  | 11                  | 54                  | 66                  | [ 利用客数 15 ]     |
| 2014年（平成26年）  | 11                  | 46                  | 58                  | [ 利用客数 16 ]     |
| 2015年（平成27年）  | 10                  | 52                  | 63                  | [ 利用客数 17 ]     |
| 2016年（平成28年）  | 10                  | 58                  | 68                  | [ 利用客数 18 ]     |
| 2017年（平成29年）  | 11                  | 55                  | 66                  | [ 利用客数 19 ]     |
| 2018年（平成30年）  | 10                  | 56                  | 67                  | [ 利用客数 20 ]     |
| 2019年（令和元年）  | 9                   | 47                  | 57                  | [ 利用客数 21 ]     |
| 2020年（令和02年）  | 6                   | 44                  | 51                  | [ 利用客数 22 ]     |
| 2021年（令和03年）  | 5                   | 42                  | 48                  | [ 利用客数 23 ]     |
| 2022年（令和04年）  | 6                   | 41                  | 47                  | [ 利用客数 24 ]     |
| 2023年（令和05年）  | 6                   | 45                  | 52                  | [ 利用客数 1 ]      |

## 駅周辺
- 白糸の滝
- 峰吉川駅前簡易郵便局
- 国道13号
- 羽後交通「峰吉川駅前」停留所

## 隣の駅
東日本旅客鉄道（JR東日本）
■奥羽本線
□快速
通過
■普通
刈和野駅 - 峰吉川駅 - 羽後境駅

### 記事本文
1. 1 2 3 4  「駅の情報（峰吉川駅）：JR東日本」東日本旅客鉄道。2024年8月26日時点のオリジナルよりアーカイブ。2024年9月6日閲覧。
2. 1 2 3 4 5  石野哲（編）『停車場変遷大事典 国鉄・JR編 Ⅱ』（初版）JTB、1998年10月1日、534頁。ISBN 978-4-533-02980-6。
3. ↑  「日本国有鉄道公示第2号」『官報』1976年4月1日。
4. ↑  「「通報」●奥羽本線柳田駅ほか3駅の駅員無配置について（旅客局）」『鉄道公報』日本国有鉄道総裁室文書課、1976年4月1日、2面。
5. ↑  「Suicaエリア外もチケットレスで! 東北エリアから「えきねっとQチケ」がはじまります (PDF)」（プレスリリース）、東日本旅客鉄道、2024年7月11日。2024年8月4日閲覧。
6. 1 2  『鉄道ジャーナル』通巻653号 pp.34-36

### 利用状況
1. 1 2  「各駅の乗車人員 2023年度 101位以下（8）| 企業サイト：JR東日本」東日本旅客鉄道。2025年7月17日閲覧。
2. ↑  「JR東日本：各駅の乗車人員（2000年度）」東日本旅客鉄道。2025年7月17日閲覧。
3. ↑  「JR東日本：各駅の乗車人員（2001年度）」東日本旅客鉄道。2025年7月17日閲覧。
4. ↑  「JR東日本：各駅の乗車人員（2002年度）」東日本旅客鉄道。2025年7月17日閲覧。
5. ↑  「JR東日本：各駅の乗車人員（2003年度）」東日本旅客鉄道。2025年7月17日閲覧。
6. ↑  「JR東日本：各駅の乗車人員（2004年度）」東日本旅客鉄道。2025年7月17日閲覧。
7. ↑  「JR東日本：各駅の乗車人員（2005年度）」東日本旅客鉄道。2025年7月17日閲覧。
8. ↑  「JR東日本：各駅の乗車人員（2006年度）」東日本旅客鉄道。2025年7月17日閲覧。
9. ↑  「JR東日本：各駅の乗車人員（2007年度）」東日本旅客鉄道。2025年7月17日閲覧。
10. ↑  「JR東日本：各駅の乗車人員（2008年度）」東日本旅客鉄道。2025年7月17日閲覧。
11. ↑  「JR東日本：各駅の乗車人員（2009年度）」東日本旅客鉄道。2025年7月17日閲覧。
12. ↑  「JR東日本：各駅の乗車人員（2010年度）」東日本旅客鉄道。2025年7月17日閲覧。
13. ↑  「JR東日本：各駅の乗車人員（2011年度）」東日本旅客鉄道。2025年7月17日閲覧。
14. ↑  「JR東日本：各駅の乗車人員（2012年度）」東日本旅客鉄道。2025年7月17日閲覧。
15. ↑  「各駅の乗車人員 2013年度 ベスト100以外（9）：JR東日本」東日本旅客鉄道。2025年7月17日閲覧。
16. ↑  「各駅の乗車人員 2014年度 ベスト100以外（9）：JR東日本」東日本旅客鉄道。2025年7月17日閲覧。
17. ↑  「各駅の乗車人員 2015年度 ベスト100以外（9）：JR東日本」東日本旅客鉄道。2025年7月17日閲覧。
18. ↑  「各駅の乗車人員 2016年度 ベスト100以外（9）：JR東日本」東日本旅客鉄道。2025年7月17日閲覧。
19. ↑  「各駅の乗車人員 2017年度 ベスト100以外（9）：JR東日本」東日本旅客鉄道。2025年7月17日閲覧。
20. ↑  「各駅の乗車人員 2018年度 ベスト100以外（8）：JR東日本」東日本旅客鉄道。2025年7月17日閲覧。
21. ↑  「各駅の乗車人員 2019年度 ベスト100以外（8）：JR東日本」東日本旅客鉄道。2025年7月17日閲覧。
22. ↑  「各駅の乗車人員 2020年度 101位以下（8）| 企業サイト：JR東日本」東日本旅客鉄道。2025年7月17日閲覧。
23. ↑  「各駅の乗車人員 2021年度 101位以下（8）| 企業サイト：JR東日本」東日本旅客鉄道。2025年7月17日閲覧。
24. ↑  「各駅の乗車人員 2022年度 101位以下（8）| 企業サイト：JR東日本」東日本旅客鉄道。2025年7月17日閲覧。